# BioShock Infinite
BioShock Infinite est un jeu vidéo d'aventure en vue à la première personne développé par Irrational Games et édité par 2K Games, sorti le 26 mars 2013 sur PC, PlayStation 3 et Xbox 360. Une version pour Mac OS X est sortie le 29 août 2013 et une pour Linux est sortie le 17 mars 2015. BioShock Infinite ainsi que ses contenus téléchargeables additionnels sont ressortis en version remastérisée dans la collection Bioshock: The Collection sortie en septembre 2016 sur PS4 et Xbox One puis en 2020 sur Nintendo Switch.
L’intrigue se déroule en 1912 dans la cité flottante de Columbia. Le joueur y incarne Booker DeWitt, un ancien détective privé de la Pinkerton National Detective Agency, qui est à la recherche d'Elizabeth, une jeune femme disparue depuis 15 ans, faite prisonnière sur Columbia, une ville volante. BioShock Infinite a un cadre historique basé sur des événements du début du 20e siècle, tels que l'Exposition universelle de 1893. L'histoire met en avant diverses idéologies extrémistes américaines comme les concepts de l'exceptionnalisme, du jingoïsme ou encore de l'anarchisme, le point de départ de la mise en avant de ces diverses thématiques étant le documentaire America 1900, qui contient notamment la citation « élever, civiliser et christianiser » du 25e président des États-Unis William McKinley, faisant référence aux Philippins après que leur pays est cédé aux États-Unis à la suite de la guerre hispano-américaine.
Le développement de BioShock Infinite commence en février 2008, soit six mois après la sortie du premier volet, et a nécessité cinq ans de travail et deux cents personnes. Auparavant connu sous le nom Projet Icarus, le jeu est officiellement annoncé en août 2010. Le protagoniste est le premier de la franchise qui ne soit pas muet. Elizabeth, qui l'accompagne, est contrôlée par une intelligence artificielle et est présente afin de briser l'aspect solitaire ressenti dans les précédents jeux du studio et s'inspire notamment du personnage d'Alyx Vance du jeu Half-Life 2 (2004), décrite comme la dernière des rares bons compagnons présents dans les jeux vidéo. À la suite des retours favorables durant l'E3 2011, l'équipe a décidé de faire évoluer le personnage qui devient la deutéragoniste. Au cours du développement, plusieurs membres de l'équipe ont souhaité couper le personnage du jeu car il nécessitait notamment trop de ressources. Peu habitué à écrire une telle dynamique entre des personnages, Ken Levine a tenu à participer physiquement aux enregistrements des interprètes qui ont ainsi pu apporter leurs idées, ainsi que jouer plusieurs scènes ensemble, une méthode encore rare pour l'époque.
Le compositeur Garry Schyman rempile une nouvelle fois pour s'occuper de la bande originale de la franchise. Le jeu propose de nouveau des sons diégétiques et extradiégétiques, la musique étant décrite comme ayant un style plus épuré et plus américain. Plusieurs musiques sous licences sont présentes dans le jeu, leur style allant de celui de la musique classique à la musique traditionnelle irlandaise — certains morceaux étant rejoués faute d'enregistrements audibles —, tandis que d'autres sont anachroniques.
Le jeu supporte plusieurs  contenus téléchargeables additionnels, dont trois majeurs. Le premier, Clash in the Cloud (2013), propose de survivre le plus longtemps possible face à plusieurs vagues d'ennemis au sein de plusieurs niveaux. Le second, Burial at Sea, est découpé en deux parties qui sortent respectivement en 2013 et 2014. Se déroulant avant les événements du premier volet, il fait le lien avec ce dernier en reprenant le cadre de la cité sous-marine de Rapture ainsi que plusieurs personnages déjà apparus.

## Trame

### Cadre et personnages

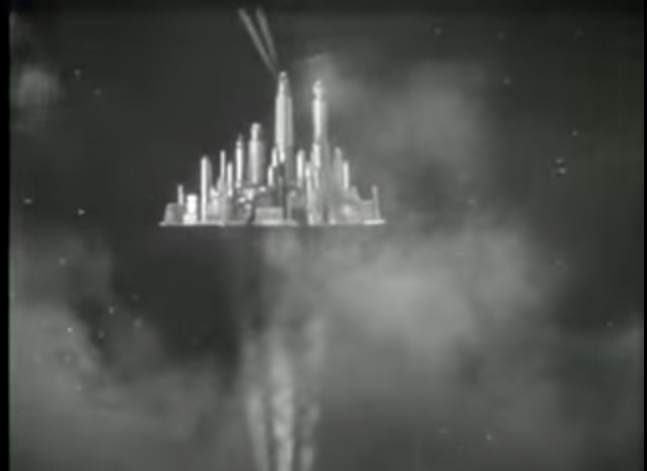
Image de la ville flottante Sky City, montrée dans le sérial Flash Gordon (1936).

Les événements se déroulent en 1912, dans la ville flottante de Columbia composée de plusieurs îles flottantes reliées par un réseau de rails et de trams. La ville s'appelle en référence à la figure allégorique américaine. Elle a été fondée par Zachary Comstock (Kiff VandenHeuvel (en)) qui s'est auto-proclamé prophète et fait l'objet d'un culte de la personnalité dans sa ville. En 1901, après s'être révélé être un navire de guerre bien armé, la ville est impliquée dans un incident international, mettant un terme à la révolte des Boxers. La ville se voit désavouée par le gouvernement des États-Unis et décide de faire sécession, sa localisation devenant par la suite inconnue de tous.
Au fil des années, Comstock a transformé la cité utopique de Columbia en Arche, censée préserver les élus du prophète de la destruction du monde corrompu, la « Sodome Inférieure ». Il est devenu l'idole et le symbole de perfection et de rédemption des habitants, établissant un puissant culte de la personnalité autour de lui et des Pères fondateurs de l'Amérique — George Washington, Benjamin Franklin et Thomas Jefferson —, une adoration dont il profite pour établir une société xénophobe et raciste. La cité flotte grâce à Rosalind Lutece (Jennifer Hale), la cheffe scientifique de la ville
. Elle a un frère jumeau, Robert (Oliver Vaquer (en)), peu connu du grand public bien qu'il soit inséparable de sa sœur. Patron de Fink Manufacturing, Jeremiah Fink (Bill Lobley (en)) est un riche entrepreneur impitoyable qui possède de nombreuses usines qui fabriquent plusieurs produits présents dans la ville, comme des armes, les Toniques ou encore les automates.
La ville est tiraillée avec la mise en place de plusieurs factions :
- Un mouvement insurrectionnel anarcho-marxiste[réf. nécessaire] appelé « Vox Populi » (« La voix du peuple » en Latin), composé des minorités ethniques et qui vise à renverser Comstock et son régime[7]. Le groupe est mené par Daisy Fitzroy (Kimberly D. Brooks[5]), son ancienne domestique accusée du meurtre de Madame Comstock (Laura Bailey[8]) qui  est devenue le symbole de la résistance[9].
- Les soldats du 7e régiment de cavalerie, qui s'insurgent contre la propagande de Comstock décrivant le prophète comme le héros de Wounded Knee et de la révolte des Boxers alors qu'il n'était même pas présent. Le groupe est mené par le colonel Cornelius Slate (Keith Szarabajka[5]), une connaissance de DeWitt qui a combattu à ses côtés lors de la du massacre de Wounded Knee[10]. Fou de rage en apprenant que Comstock se soit attribué tout le mérite de cette victoire, ainsi que celle de la révolte des Boxers, alors qu'il n'y était pas, il regroupe des « vrais soldats » pour mener une rébellion acharnée contre lui, prenant notamment d'assaut l'Antre des Héros[10].

Le protagoniste est Booker DeWitt (Troy Baker), un ancien combattant lors du massacre de Wounded Knee, devenu depuis détective privé dans la Pinkerton National Detective Agency et qui a sombré dans l'alcool et le jeu. Criblé de dettes, il est embauché par deux mystérieuses personnes qui lui promettent que sa dette sera effacée s'il ramène à New York une jeune femme du nom d'Elizabeth (Courtnee Draper). Cette dernière est enfermée depuis sa plus tendre enfance dans la tour de Monument Island, où elle sert de sujet d'étude pour Comstock car elle a la capacité d'ouvrir des portes à travers l'espace et le temps et vers d'autres mondes. L'appelant « son agneau »[réf. nécessaire], elle devra selon lui monter sur le trône de Columbia et mettre à feu et à sang la « Sodome inférieure ». Comstock se sert d'ailleurs de son pouvoir pour faire croire aux habitants de la cité qu'il voit l'avenir.

### Scénario

#### Introduction

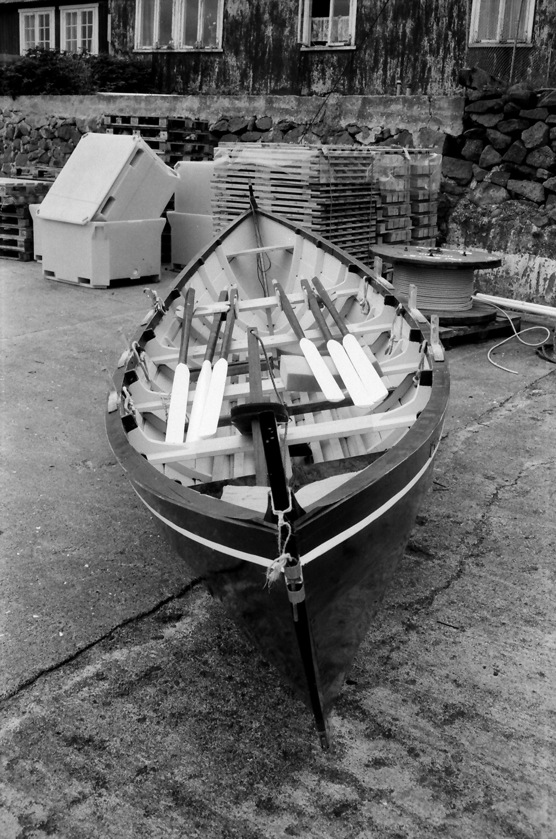
Loin du crash d'avion du premier volet, le protagoniste de BioShock Infinite arrive pour sa part au phare grâce à une barque.

En juillet 1912, Booker DeWitt, un détective privé ruiné, est amené en barque par Robert et Rosalind Lutece à un phare isolé au large des côtes du Maine. Il a pour seules instructions de « ramener la fille et sa dette sera réglée ». En entrant dans le phare, DeWitt est propulsé dans la cité flottante de Columbia.
Booker découvre la ville, une utopie dirigée par Zachary Hale Comstock, un prêcheur religieux qui a créé un culte autour de lui et de sa fille Elizabeth, et où les gens peuvent accomplir des merveilles grâce aux Toniques, élixirs donnant des pouvoirs prodigieux. Le détective est rapidement poursuivi par les forces de police, dénoncé comme le « faux berger » en raison des lettres AD tatouées sur sa main droite, qui selon la prophétie de Comstock pervertira la ville et provoquera sa chute.

#### Déroulement
DeWitt parvient à rejoindre la tour où se trouve Elizabeth et découvre ses pouvoirs. Il échappe ensuite de peu au protecteur de la jeune femme, le robot volant géant Songbird. Il la persuade de partir en promettant de l'emmener à Paris, mais l'unique moyen d'accéder au dirigeable est d'utiliser un Tonique détenu par une vieille connaissance de Booker remontant au Massacre de Wounded Knee, le Capitaine Cornelius Slate du 7e Régiment de cavalerie, qui s'est insurgé avec ses hommes contre la propagande de Comstock qui fait passer le prophète pour le héros des batailles du régiment alors qu'il était absent.
Cornelius Slate et ses hommes, qui se voient remplacés par ce qu'ils appellent des « soldats de plomb », refusent de sombrer dans l'oubli et prennent d'assaut l'Antre des Héros, où ils comptent faire leur dernier baroud d'honneur. À l'arrivée de DeWitt, qui était autrefois caporal dans le 7e Régiment, les hommes de Slate l'affrontent; ou plutôt, ils se jettent sur lui, préférant mourir des mains d'un des leurs plutôt que celles des hommes de Comstock. Finalement Booker reprend l'élixir des mains de Slate et selon les choix du joueur, ou bien l'achève, ou bien le laisse entre les mains des hommes de Comstock. Le Tonique leur permet de prendre le départ, mais une fois dans le dirigeable, Booker fait cap vers New York au lieu de Paris. Elizabeth se sent trahie, alors elle l'assomme et fuit. À son réveil, DeWitt découvre que le dirigeable est aux mains de la Vox Populi, et son leader, Daisy Fitzroy. Cette dernière accepte de le lui rendre en échange d'armes, qu'il doit chercher dans le quartier industriel de Columbia dirigé par l'industriel Jeremiah Fink.

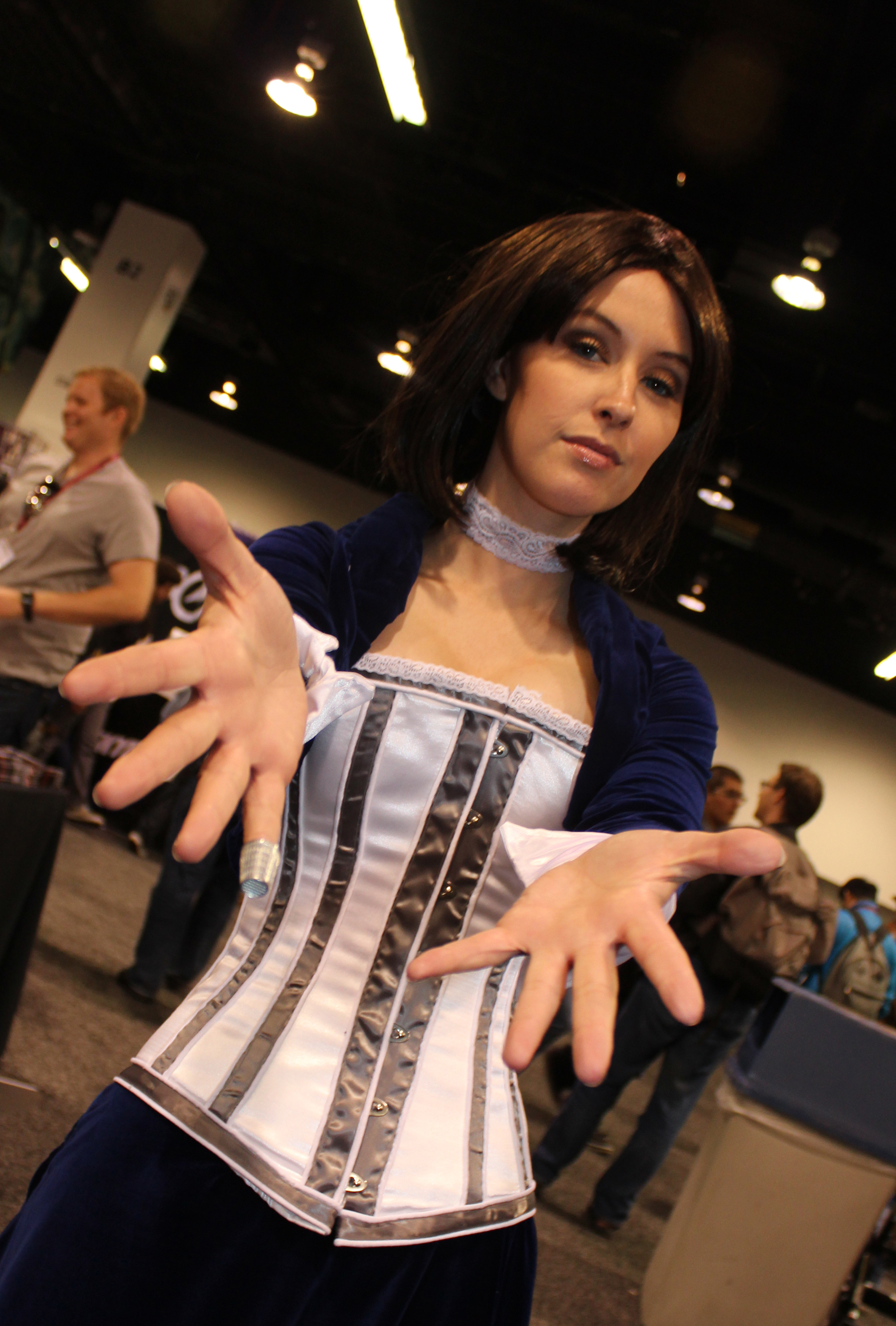
Cosplay d'Elizabeth avec sa deuxième tenue du jeu.

Booker retrouve Elizabeth et ensemble, ils partent à la recherche de l'armurier clandestin. Quand ils le retrouvent mort torturé par les hommes de Fink, les Lutece apparaissent et suggèrent de traverser une Faille ouverte par Elizabeth vers une réalité où l'armurier est en vie. En traversant différentes Failles, ils arrivent dans une réalité où Columbia est le lieu de conflits armés entre les forces de Comstock et les hommes de la Vox Populi dirigée par Fitzroy qui utilise l'image de Booker DeWitt, le père de son enfant, comme martyr de la révolution. En voyant DeWitt vivant, Fitzroy, convaincue qu'il va poser problème, envoie ses hommes contre lui. Finalement, Dewitt et Elizabeth rejoignent Fitzroy alors qu'elle assassine Jeremiah Fink puisqu'elle cherche à tuer son fils par vengeance, mais Booker la distrait et Elizabeth la tue.
DeWitt et Elizabeth retournent au dirigeable mais Songbird les attaque et ils chutent dans les quartiers personnels de Comstock. À travers les Failles et les paradoxes qu'elles ont induits, ils découvrent les véritables intentions de Comstock : grâce aux Lutece, il a conçu un Siphon qui limite les pouvoirs d'Elizabeth, sa fille adoptive qu'il espère voir prendre sa succession à sa mort, et pour garder le secret, a fait tuer sa femme et les Lutece. Cependant, les Lutece ayant été tués par leur machine créant les Failles, ils sont devenus des êtres paradoxaux capables de voyager à travers les différentes réalités alternatives à volonté. Elizabeth est finalement retrouvée par Songbird, et elle se laisse enlever pour épargner DeWitt. Le détective la poursuit et arrive dans un bâtiment enneigé, alors qu'il est en été. Il retrouve une Elizabeth âgée qui lui montre qu'elle l'a amené en 1984, dans une réalité où Comstock est parvenu à ses fins : DeWitt ne l'a jamais sauvée et Elizabeth, brisée par la torture et le temps, a pris sa suite et lancé la puissance des armes de Columbia sur New York. Dans un dernier geste, une Elizabeth âgée lui donne un message crypté pour empêcher l'avènement de cette réalité.

#### Épilogue

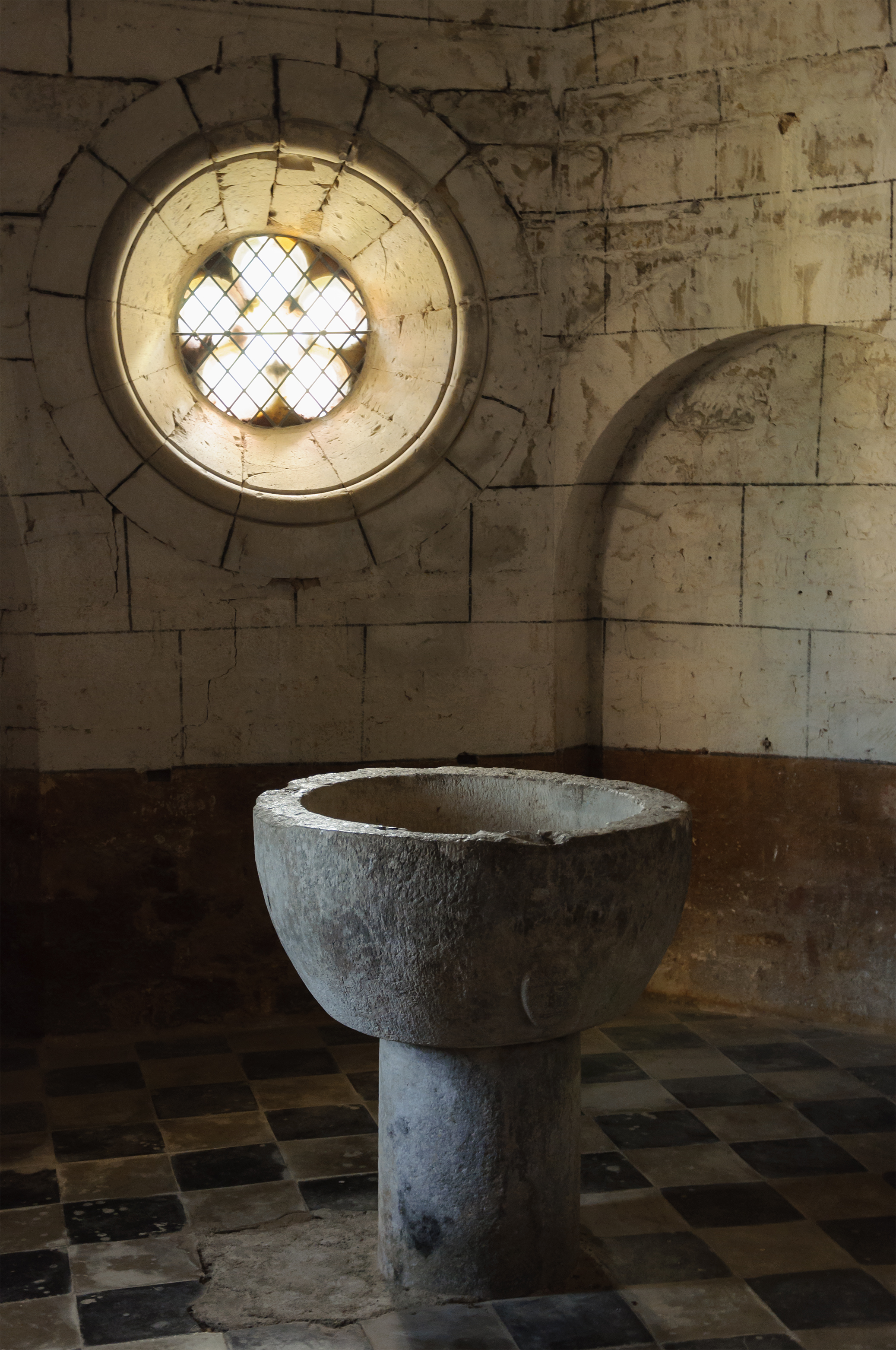
Dans sa cabine, Comstock attend Booker et Elizabeth près des fonts baptismaux.

De retour en 1912, Booker retrouve Elizabeth, et ils rejoignent ensemble le vaisseau de Comstock. Le prophète en colère veut que Booker révèle ce qu'il sait du passé d'Elizabeth, comme la raison du petit doigt amputé de la jeune femme, mais DeWitt ignore de quoi il parle ; furieux, Booker finit par frapper le crâne de Comstock sur des fonts baptismaux avant de l'y noyer. Elizabeth l'interroge cependant sur les derniers mots de Comstock, mais elle suppose qu'il a oublié. Grâce au message de sa version âgée, qui s'avérait être le code de commande de Songbird, Elizabeth prend le contrôle de l'oiseau et repousse les attaques de la Vox Populi avant d'envoyer le robot détruire le Siphon. Alors que Booker perd le contrôle du robot, Elizabeth retrouve ses pleins pouvoirs et crée une Faille vers la cité sous-marine de Rapture, où DeWitt et elle voient Songbird se briser sous la pression des eaux profondes.
Elizabeth ramène Booker à la surface, au phare, et tente de lui expliquer ce qu'elle voit maintenant qu'elle maîtrise pleinement ses pouvoirs. Elle lui montre l'infinité de versions de Booker et elle, créées par chacun des choix qu'ils ont faits. Elle revient ainsi au 8 octobre 1893, où Robert Lutece a approché DeWitt pour Comstock afin de recueillir sa fille Anna et effacer ses dettes - Booker comprend que la marque AD sur sa main désigne Anna DeWitt. Acceptant l'offre dans un premier temps, il regrette vite son choix et les retrouve alors que Robert Lutece donne Anna à Comstock et Rosalind Lutece, puis traversent la Faille qui se referme en tranchant le doigt du nourrisson. Dès lors, Comstock élèvera Anna comme sa propre fille, Elizabeth, et son doigt tranché a fait qu'elle existait dans deux réalités simultanément, lui donnant ainsi son pouvoir sur les Failles. Après que Comstock a tenté de tuer les Lutece, Robert persuade Rosalind d'envoyer DeWitt récupérer sa fille, mais en traversant les réalités, les souvenirs du détective se sont réécrits et il a oublié qu'Elizabeth était sa fille Anna.

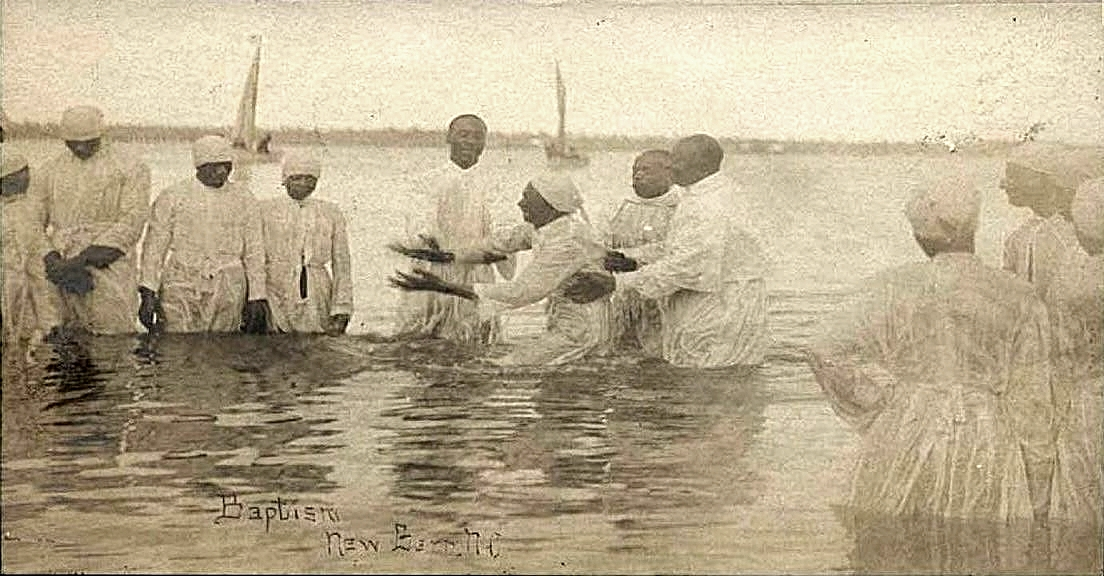
Le jeu se conclut durant un baptême par immersion.

Elizabeth continue en expliquant que les Lutece ont envoyé de nombreuses versions de Booker pour briser le cycle mais que la seule solution consiste à empêcher la naissance de Comstock. Elle ramène alors Booker dans son passé, au moment où il était prêt à se faire baptiser à nouveau pour se libérer des crimes qu'il a commis à Wounded Knee, mais ce moment fut décisif : si certaines versions de Booker ont changé d'avis et refusé le baptême, d'autres ont accepté et pris un nouveau nom, Zachary Hale Comstock. Devenu prêcheur et le Prophète de Columbia, il a fait un usage intensif des Failles qui l’a rendu stérile et il a décidé de récupérer Anna, sa fille dans une réalité alternative, pour en faire son héritière. Désormais conscient des conséquences de son choix, Booker se laisse noyer par plusieurs versions alternatives d'Elizabeth, qui disparaissent une à une à sa mort jusqu'à ce que l'écran fonde au noir sur la dernière Elizabeth, qui est en réalité Anna DeWitt.
Dans une scène post-générique, Booker se réveille chez lui le 8 octobre 1893. Il appelle Anna et ouvre la porte de sa chambre avant que la scène ne se coupe.

## Système de jeu

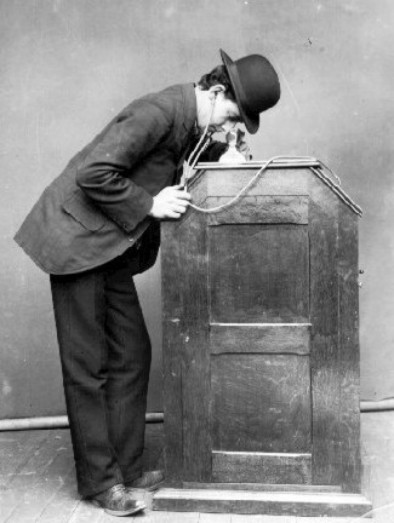
De nombreux films en noir et blanc sont visibles grâce aux kinetoscopes (ici un Kinétophone).

BioShock Infinite propose à la fois des espaces en intérieur comparables à ceux présents dans BioShock, mais aussi des combats en extérieur avec des personnages se trouvant à plusieurs centaines de mètres, avec jusqu'à 15 ennemis à la fois. Le combat en extérieur étant une chose nouvelle, la ville étant d'ailleurs aérienne, qu'il n'était pas possible de faire dans les précédents opus qui se déroulaient dans les fonds marins. Certains se déplacent dans les airs, d'autres se déplacent sur le sol et d'autres encore sont capables de faire des bonds sur de longues distances. Le joueur peut se déplacer sur des rails aériens (aussi appelé Aérotram) grâce à un crochet aimanté. Il est possible de sauter de rail en rail tout en combattant,. Parmi les armes disponibles, le jeu permet de prendre possession de deux armes au maximum, parmi lesquelles : un pistolet, un fusil à pompe, un colt à balles explosives, un fusil de précision, une mitrailleuse, un lance-roquettes ou encore un lance-grenades. À noter qu'elles peuvent être améliorées. En plus des traditionnelles barres de santé et de pouvoir, une barre affiche le bouclier de Booker qui se régénère automatiquement.
De plus, tout comme dans le premier BioShock, le joueur va être amené au cours du jeu à trouver des produits du nom de Toniques, l'équivalent des Plasmides dans les précédents volets. Ces produits, au nombre de huit, donneront différentes aptitudes au joueur comme le pouvoir de lancer des boules de feu, des éclairs ou des nuages de corbeaux. La liberté de jeu repose dans le fait que ces pouvoirs peuvent être utilisées de la main gauche pendant que des armes peuvent être maniées de la main droite, ce qui offre de nombreuses combinaisons.
Le jeu propose des ennemis tels que le Handy Man, doté d'une intelligence artificielle plus avancée et susceptibles de diriger les attaques contre le joueur en se faisant aider par les habitants de Columbia. De plus, certains groupes de personnages changent de comportement selon les conditions et ce que le héros tient en main. Tenir une arme en main peut provoquer certains personnages.
Elizabeth peut crocheter des coffres et des portes, donner à Booker des munitions, des trousses de soins, des cristaux et de l'argent, mais également ouvrir des failles permettant d'amener des éléments d'un autre univers, comme un crochet ou une tourelle. Comme dans les précédents volets, des journaux audio sont parsemés dans tout le jeu.

## Développement

### Annonce
Le développement de BioShock Infinite a commencé 6 mois après la sortie de BioShock, soit en février 2008. La production du jeu a ainsi nécessité 5 ans de travail, et 200 personnes y participèrent. Avant que l'annonce de la production du jeu soit rendue publique en août 2010, le projet avait pour nom « Projet Icarus ».
Le magazine The New York Times a affirmé que le développement du jeu avait coûté environ 100 millions de dollars, à cela s'ajouteraient 100 millions de dollars supplémentaires pour le marketing, des montants réfutés par Levine.

### Une équipe différente
Pour Levine, une des principales raisons de la difficulté du développement est l'éparpillement de l'équipe originelle d'Irrational Games au sein de 2K Games, dont chez 2K Marin pour aider au développement de BioShock 2. Il cite notamment Jon Chey, avec qui il composait le « le yin et le yang de l'organisation », l'un s'occupant du côté créatif et l'autre du côté production. Il approfondit le sujet : « C'était déjà assez difficile de construire Irrational la première fois. Il a fallu le reconstruire tout en faisant ce gros suivi. La culture a été tellement brisée qu’elle n’a jamais été correctement reconstruite. Je ne pense pas qu'Irrational se soit jamais remis de ce schisme. Je ne pense pas que cela aurait pu. Cela m’a obligé à porter les deux casquettes. Ce n'est pas ma formation [...] Gérer 30 ou 40 personnes lorsque l'on connaît le nom de chacun est un processus très différent que celui de gérer 150 personnes. Vous croisez des gens dans le studio et vous ne savez pas qui ils sont. »,.

### Environnement

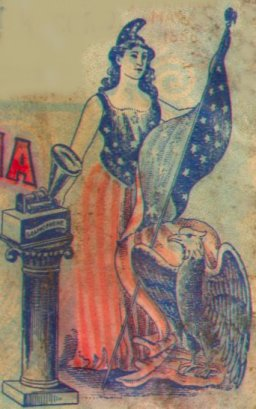
Représentation de la figure allégorique de Columbia donnant son nom à la cité flottante.

Après avoir arpenté la cité sous-marine de Rapture, le studio a décidé de bâtir la cité flottante de Columbia, comme l'explique Levin : « Nous savions juste que nous en avions fini avec Rapture. [...] nous avions dit ce que nous voulions dire [...] Nous avons réfléchi à l’époque... à quoi pensaient les gens lorsqu’ils pensaient au futur ? Ils pensaient au ciel. En 1900, c’était une époque d’optimisme incroyable, de voir comment la technologie évoluait. [...] En 1880, il y avait des fermes. En 1900, il y avait des cinémas. Si vous aviez dit aux gens : « Dans cinq ans, nous vivrons dans le ciel », ils auraient répondu : « ...D’accord. Ouais, cela a du sens pour moi. C’est à ce rythme que les choses avancent ». Un optimisme incroyable. »,.
Ken Levine explique pourquoi le jeu fait partie de la franchise, bien qu'il semble s'éloigner de ses prédécesseurs : « Il est beaucoup plus facile de dire « Nous ferons un autre jeu BioShock [qui se déroule] à Rapture ». C’est la voie la plus facile pour nous. Nous avons donc emprunté un chemin plus difficile pour nous-mêmes. [...] pourquoi c'est un jeu BioShock ? [...] La première est que vous êtes dans un monde incroyable et nouveau, fantastique et surprenant et en quelque sorte « c'est quoi ce bordel »... mais on a aussi l’impression que cela a du sens. Vous avez l’impression de comprendre comment fonctionne ce monde. Et l’autre chose est que nous avons un défi de gameplay dans lequel le joueur détermine la manière dont il résout le problème et il dispose d’un vaste ensemble d’outils pour trouver la solution. Et créer un jeu contenant ces éléments [...] mais qui n’était pas un jeu BioShock J’ai pensé que cela aurait été malhonnête. »,. Le lead artist Shawn Robertson parle quant à lui d'un « monde onirique et mystérieux ; des personnages mémorables ; des choix moraux ; du mélange entre le gameplay à la première personne avec des armes et des pouvoirs ; du scénario [avec des rebondissements] ; et de l'idéologie extrémiste. »,.
D'après Levine, le nom de la cité provient de la figure allégorique de Columbia. Quant à la thématique de l'exceptionnalisme américain, elle n'est apparue à l'équipe que quelques mois avant la révélation du jeu. Similairement aux habitants de Rapture changés par le modèle objectiviste de la ville, les citoyens de Columbia sont décrits comme ayant été consumés et transformés par le jingoïsme américain. D'après Levine, le concept provient du visionnage du documentaire de PBS America 1900, qui sert de point de départ pour les thèmes liés à l'optimisme et à l'anarchisme. Il en retient notamment une citation du 25e président des États-Unis William McKinley datant d'après la guerre hispano-américaine, « élever, civiliser et christianiser », faisant référence aux habitants des Philippines, le pays ayant été cédé aux États-Unis. Pour représenter cette idéologie au sein du jeu, l'équipe créative se concentre sur le gazébo, un symbole légendaire de Americana, permettant de faire de Columbia une « cité flottante dans le ciel célébrant perpétuellement le 4 juillet. »,.

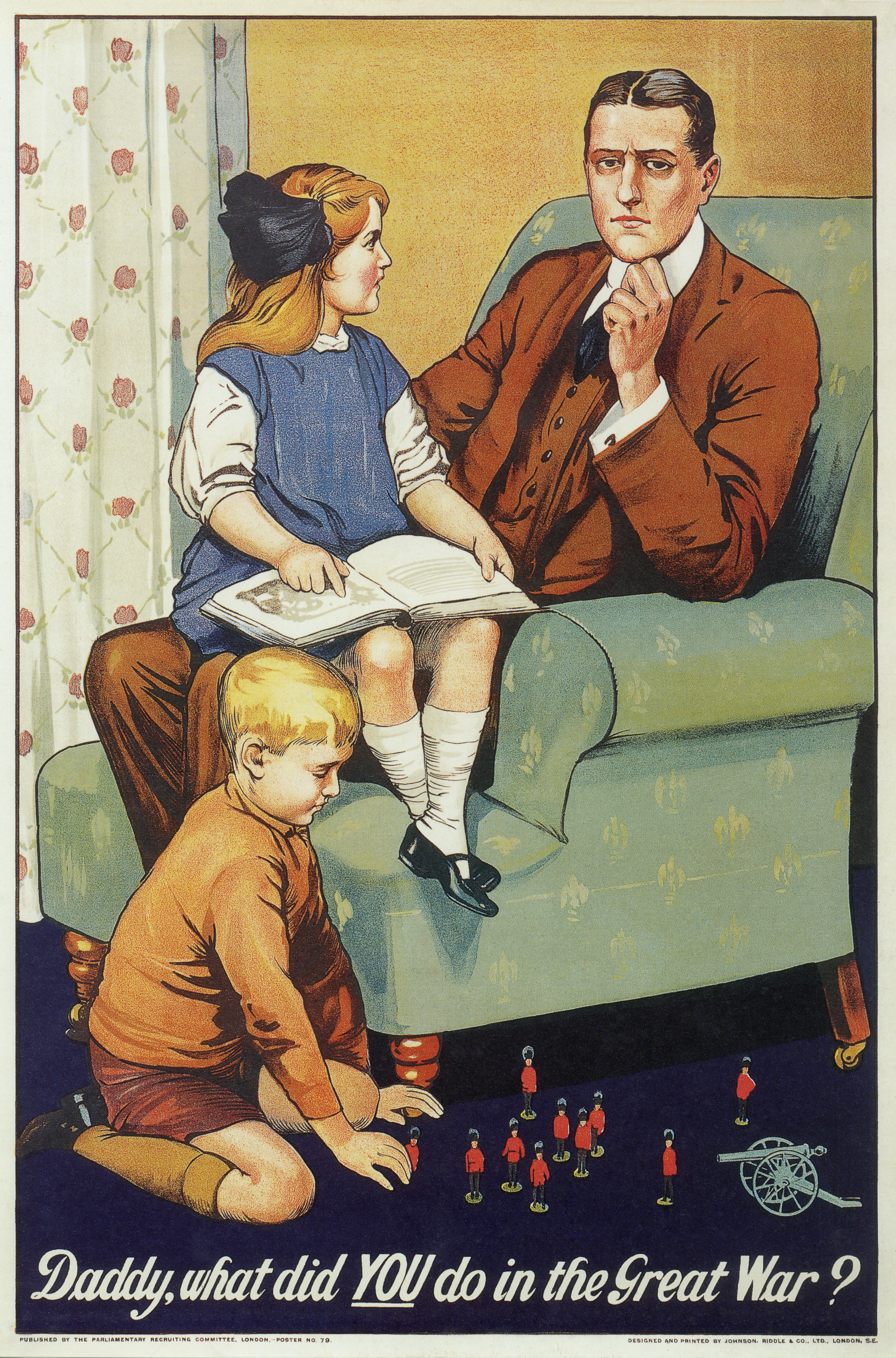
La propagande telle que cette affiche britannique pour le recrutement datant de la Première Guerre mondiale a inspiré une grande partie de celle présente à Columbia.

Si Rapture puise dans le mouvement Art déco, l'équipe se tourne dans un premier temps vers l'Art nouveau pour façonner la nouvelle cité. L'idée est abandonnée, le style étant considéré comme trop claustrophobique, trop similaire à celui de Rapture et ne convenant pas tout à fait au mélange de styles prédominant au cours de la période historique du jeu, Robertson explique que Colombia a « davantage une base historique et elle est censée évoquer l'Amérique du début du siècle. »,,. L'équipe s'est alors fortement tournée sur des photographies de San Francisco prises avant et après le séisme de 1906, ou encore sur d'anciens catalogues de Sears, Roebuck and Co. (en). L'Exposition universelle de 1893 qui s'est déroulée à Chicago est décrite comme « correspondant parfaitement à Columbia »,.
Comme ses prédécesseurs le jeu a un fort contexte historique, notamment mis en avant par des affiches de propagande prédisant un conflit à venir, s'inspirant de réelles affiches. Ken Levine explique : « C’est un excellent moyen de communiquer des idées visuellement. Les personnages qui parlent d’idées sont une chose, mais communiquer ces idées à travers un support visuel en est une autre. Cette période est l’âge d’or de l’illustration, où l’illustration prend tout son sens. Les notions de cette propagande... c’était une période tellement formatrice pour l’illustration que les méthodes ne semblent plus si subtiles, mais à l’époque, c’était vraiment subtil. [...]. C’est comme quand vous regardez une publicité coréenne de nos jours – parce que c’est une société tellement ermite, ils n’ont pas eu toute la visibilité médiatique que nous avons eue, alors vous regardez leur propagande maintenant et c’est grossier et évident pour nous. Mais pour eux, c’est incroyablement efficace. »,. Une en particulier, Daddy, what did you do in the Great War? (en), a marqué Levine : « Quel message à envoyer à quelqu'un. C’est une affiche incroyablement nationaliste... mais aussi une affiche incroyablement efficace. Et cela m’a beaucoup fait réfléchir sur le fait qu’il s’agit d’un défi auquel nous n’avons pas [encore] à faire face. Et si votre pays se trouvait potentiellement dans une lutte existentielle ? [...] Et c’était une affiche qui m’a toujours profondément percé. Je connais cette affiche depuis des années, et quand j'ai pensé à ce jeu, j'ai pensé à cette affiche. »,.
La Vox Populi est dans un premier temps basée sur le groupe Baader-Meinhof comme l'explique Levine « J’ai observé comment les gens évoluent vers l’extrémisme : ils commencent dans un endroit paisible et compréhensible et finissent dans un endroit très différent. »,. Le mouvement occupy survenu durant le développement a permis de trouver le moyen de faire évoluer la Vox Populi qui est au début du jeu un « mouvement mort et un mouvement qui échoue vraiment ».

### Conception des personnages

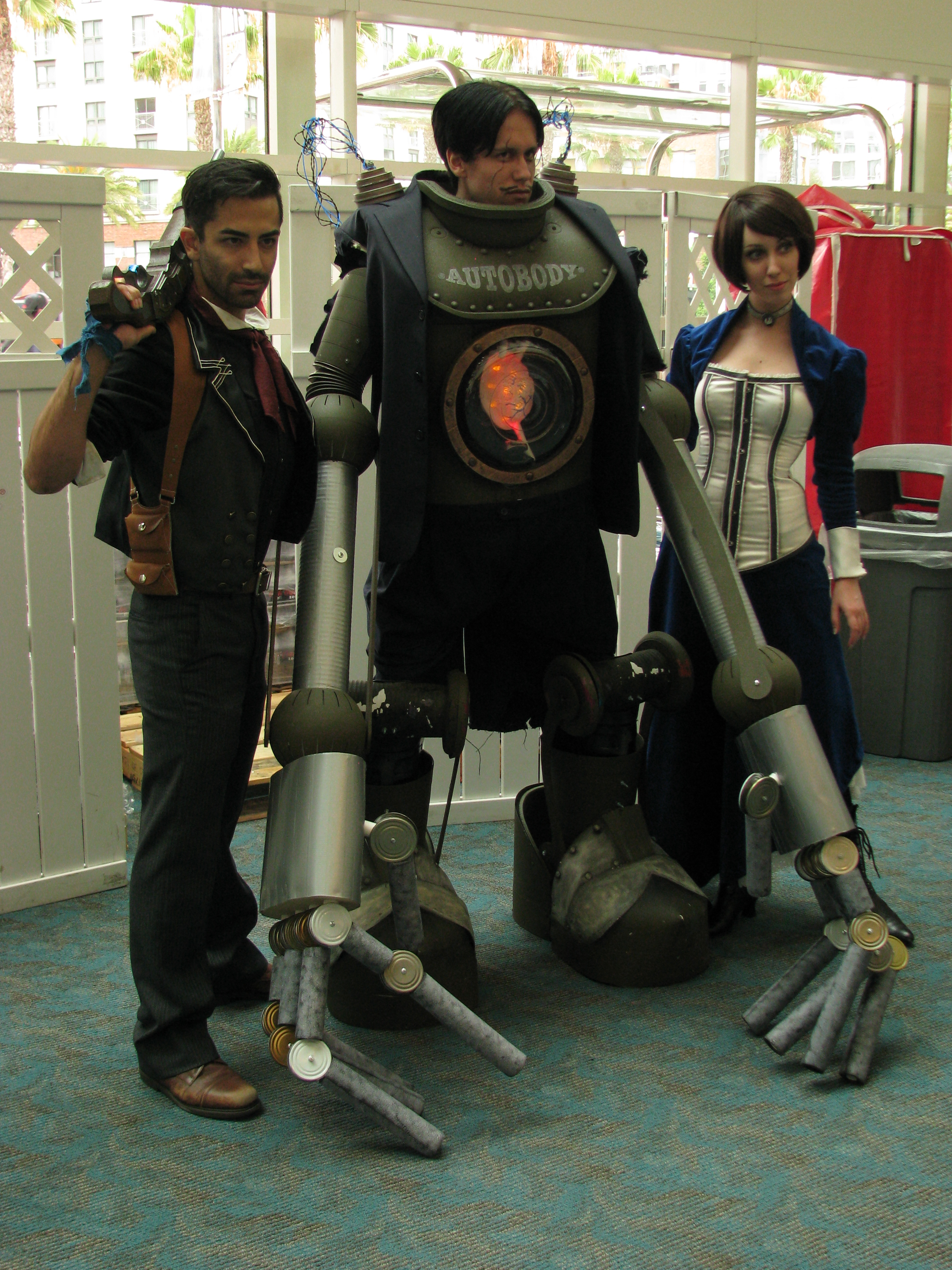
Cosplays de Booker DeWitt et d'Elizabeth, avec entre les deux un Handyman.

Booker Dewitt est le personnage incarné par les joueurs. Pour accompagner le protagoniste, un personnage contrôlé par une intelligence artificielle nommé Elizabeth a été choisi. Plusieurs raisons explique la présence du personnage, comme le fait que d'après Ken Levine, Alyx Vance du jeu Half-Life 2 (2004) est la dernière des rares bons compagnons contrôlés par l'intelligence artificielle. Cette envie s'explique également par le fait que ce troisième volet est le premier à avoir un protagoniste doté d'une voix. Une autre raison est l'aspect solitaire des précédents jeux du studio, dont BioShock comme l'explique Levine : « Tout le monde était mort autour de vous, et chaque fois que vous rencontriez quelqu'un, il était derrière une vitre. »,.
Une équipe lui a été attribuée et elle devait notamment placer des objets avec lesquels le personnage pouvait interagir. Les I.A. des Big Daddies et des Petites Sœurs ont servi de base à celle du personnage car ce sont des « ennemis errants, qui pouvaient être évités si le joueur le souhaitait, étaient régis par des algorithmes complexes qui leur permettaient d'interagir avec le monde par leurs propres moyens. [...] la plupart du temps, lorsque vous voyez une IA, soit elle ne fait rien, soit elle se contente de vous attaquer avec des armes flamboyantes. »,.
Au début du développement, Elizabeth a été conçue pour être plus une compagne utile qu'une partenaire dans le jeu. Cependant, après avoir présenté le jeu à l'E3 2011, l'équipe a décidé de faire évoluer le personnage à la suite des réactions favorables des joueurs. Plusieurs membres de l'équipe ont souhaité couper le personnage du jeu car il nécessitait trop de ressources, allant jusqu'à le « mettre au placard » durant certains tests.

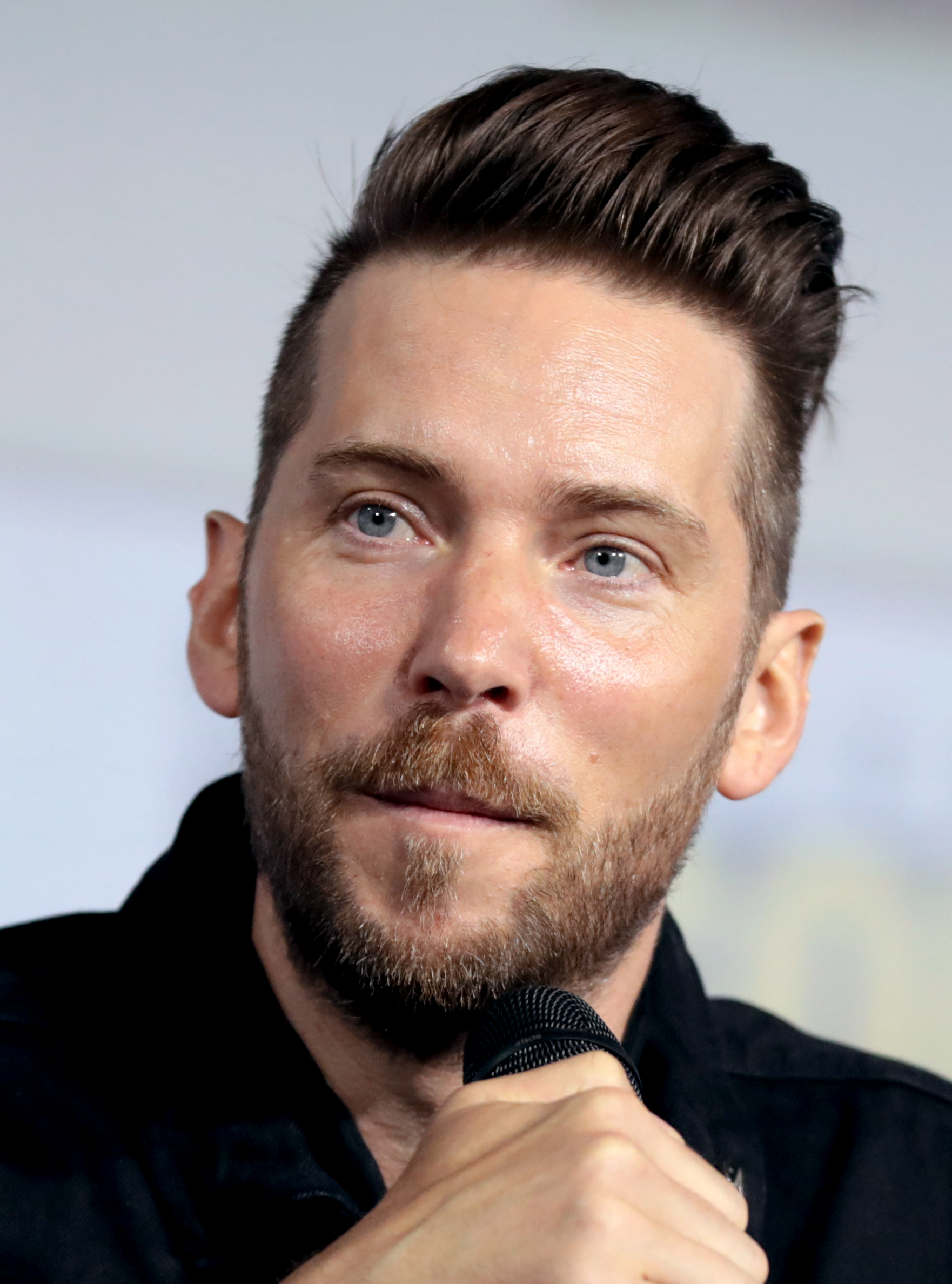
Troy Baker, interprète de Booker DeWitt.

Sa relation avec Songbird est basée sur des discussions entre Levine et une ancienne compagne, cette dernière lui ayant expliqué que sa précédente relation était abusive, mais qu'elle « lui trouverait des excuses, tout le temps » avant de finalement revenir vers lui. Dans le jeu, Elizabeth est différente car elle cherche à fuir Songbird, Levine expliquant leur relation : « C'est lui qui l'a élevée : c'était le seul contact qu'elle avait. Il lui a apporté de la nourriture, des vêtements et des livres. Il a joué avec elle quand elle était enfant. Elle est donc en conflit. Et je pense que les personnages en conflit sont de loin plus intéressants que des personnages qui agissent avec certitude »,.
Les deux personnages sont interprétés par Troy Baker et Courtnee Draper, le premier ayant une grand expérience dans le milieu du jeu vidéo, là où la seconde est décrite comme une « novice ». Le personnage de DeWitt devait être originellement joué par le vétéran Stephen Russell, interprète du voleur Garrett dans la trilogie Thief (1998-2004) lancée par le studio Looking Glass Studios dont faisait partie Ken Levine. Baker explique que ce changement est dû au fait que Levine n'est « jamais marié » à ses décisions et qu'« il a toujours su se séparer de son propre ego pour ce qu'il y a de mieux pour le jeu ». Elizabeth a reçu une attention approfondie sur ses réactions, notamment pour ses expressions faciales ainsi que ses gestes, le personnage n'hésitant pas à réagir par rapport au monde qui l'entoure et à interagir avec des objets . La capture de mouvement du personnage est assurée par Heather Gordon. Le visage d'Elizabeth présent sur les illustrations comme ceux servant à faire la publicité est de celui Anna Moleva qui a été remarquée après avoir fait un cosplay du personnage.
Claire Hummel s'est occupée des jumeaux Lutece et a eu peu de renseignements sur eux, sachant uniquement qu'ils étaient jumeaux, élégants, éthérés et possiblement roux. Elle les a conçus en fonction des idéaux de beauté commerciale propres de l'époque, Rosalind étant inspirée de la Gibson Girl et Robert du Arrow Collar Man (en). Plus élégants et contemporains que le reste des habitants, elle souhaitait qu'ils sortent d'un tableau de Joseph Christian Leyendecker. Ils sont respectivement interprétés par Jennifer Hale et Oliver Vaquer (en) qui ont pu travailler ensemble, une « exception rare » dans l'industrie vidéoludique.
Dans les précédents volets, Levine a dirigé les comédiens par téléphone disant qu'avec ses responsabilités, sa présence aurait certes été préférable, mais pas nécessaire. En faisant référence au premier jeu, il explique au site Gamasutra : « enregistrer un journal audio c'est une chose. Des personnages qui marchent en temps réel c'est bien plus compliqué ». Il mentionne notamment le travail de Naughty Dog sur la franchise Uncharted (2007-2017) pour rendre facile les badineries des personnages entre eux et pense que le studio pourrait faire de même bien que BioShock Infinite soit une œuvre d'époque avec un ton plus sérieux. Levine a ainsi pu travailler avec Draper et Baker « ensemble, comme une équipe » fin de travailler certaines scènes, voir de les changer en fonction de leurs avis,. Ces échanges l'ont aidé puisque qu'il n'est pas habitué à écrire des jeux mettant en scène une telle dynamique entre les personnages. Lors d'un panel au Penny Arcade Expo à Seattle, il explique : « Le moment qui m'a le plus inspiré était quand Troy criait après Courtnee [...] Et c'était parce que Courtnee et moi lui avions demandé de faire ça. Il a été très courageux et collaboratif pour y parvenir. [...] Il y a eu un moment où j'étais prêt à arrêter la scène. [Mais] [...] Troy a en fait dit :  « Non non non, elle l'a. ». Et ça a été un moment incroyable pour moi, parce qu'un acteur comprenait le processus d'un autre acteur et je l'ai complètement raté. Je ne la voyais pas y arriver. [...] Troy en tant qu'acteur a compris qu'... elle était sur le point d'y arriver. Vous ne pouvez pas y parvenir à moins de passer du temps ensemble et d’établir un climat de confiance ensemble. Habituellement, pour l'enregistrement [des interprètes], vous n'êtes même pas dans la même pièce. »,. Courtnee Draper ajoute : « Je n'ai jamais travaillé sur quelque chose avec un processus créatif aussi dynamique [...] Il n'y a pas toujours une volonté pour quelqu'un d'apporter quelque chose de nouveau et qu'un réalisateur ou un scénariste décide de le prendre en considération et d'en faire quelque chose »,.

### Absence de multijoueur
En août 2010, dans une interview accordée à Kotaku, les développeurs déclarent n'avoir encore rien décidé quant à l'intégration d'un mode multijoueur, il y serait question si l'équipe avait quelque chose de différent à proposer face à la concurrence. Cependant, Bioshock Infinite est repoussé de 4 mois par rapport à sa date de sortie initiale pour une raison encore inconnue jusqu'à ce que les développeurs annoncent rechercher un développeur spécialisé dans les modes multijoueurs pour PC, PlayStation 3 et Xbox 360.
C'est finalement à la suite d'une question qui lui est posée sur Twitter en novembre 2012, que Ken Levine confirme l'absence de modes multijoueur coopératif et compétitif dans le jeu.

### Musique

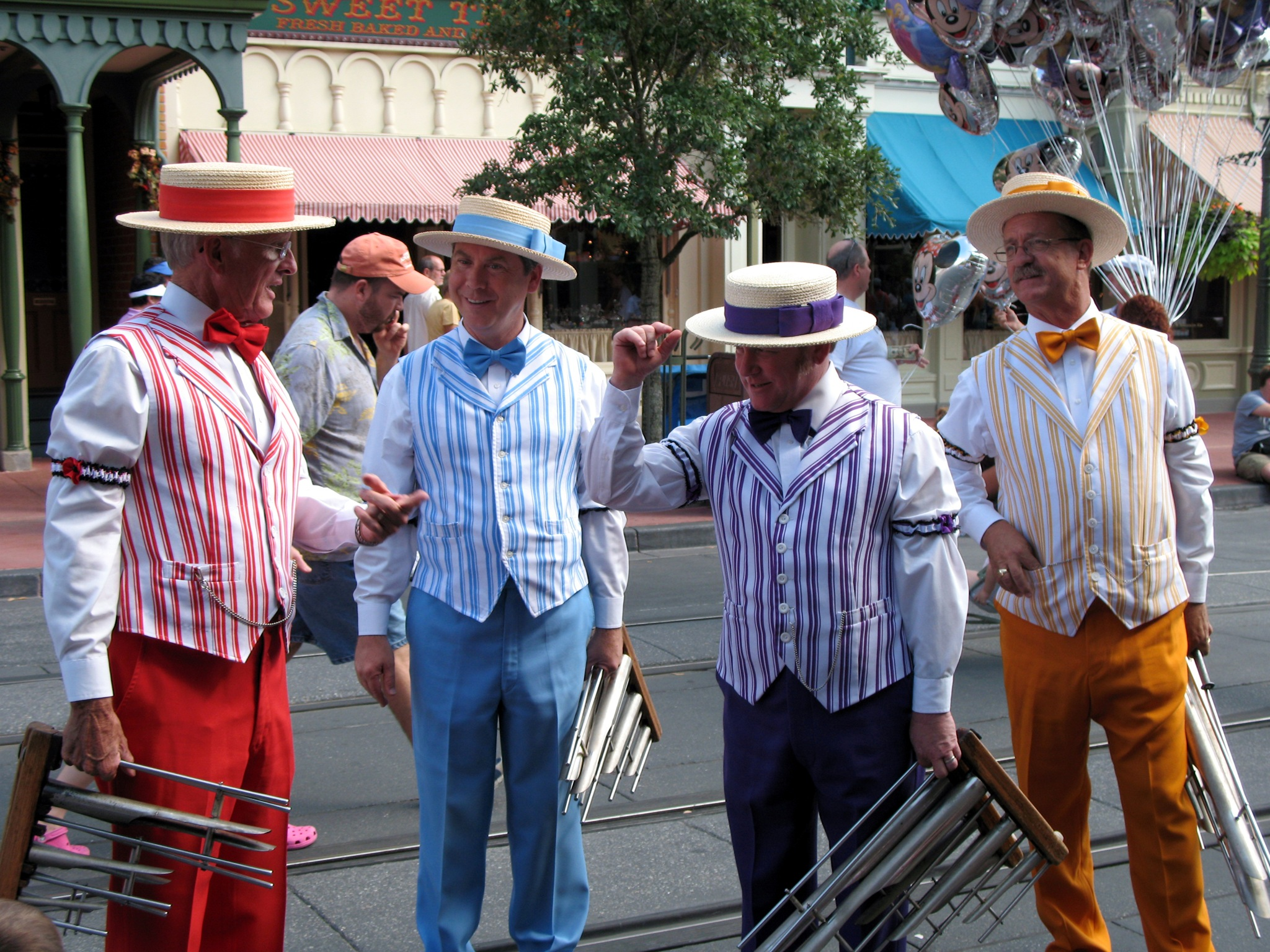
Un quatuor Barbershop reprend God Only Knows des Beach Boys au début du jeu.

Comme les précédents volets, le jeu propose des sons diégétiques et extradiégétiques tandis que le compositeur Garry Schyman rempile une nouvelle fois pour s'occuper de la bande originale de la franchise. Levine décrit la musique comme ayant un style plus « épuré » et plus « américain ». Il ajoute que la musique s'inspire de la composition de Jonny Greenwood pour le film There Will Be Blood (2007) de Paul Thomas Anderson, ainsi que celle de Paul Buckmaster pour le film L'Armée des douze singes (1995) de Terry Gilliam.
Plusieurs musiques sous licences présentent dans le jeu ont été composées après la date à laquelle se déroulent les évènements. Cet anachronisme est expliqué dans le jeu, un personnage du nom d'Albert Fink a entendu les musiques grâce aux failles, et les a ainsi plagié,. Ces musiques étant dans la diégèse du jeu, elles sont diffusées à la radio ou sont jouées grâce à un phonographe. Certaines sont directement chantées par les personnages comme God Only Knows des Beach Boys, reprise au début du jeu par un quatuor,. Le joueur peut également tomber sur Fortunate Son de Creedence Clearwater, Girls Just Wanna Have Fun (1983) de Cyndi Lauper et une version Ragtime de Tainted Love d'Ed Cobb (en),.
Plusieurs morceaux célèbres de la musique classique sont audibles, comme Air sur la corde de sol de Jean-Sébastien Bach, Canon de Pachelbel de Johann Pachelbel, ou encore Requiem (1791) de Wolfgang Amadeus Mozart. Le jeu propose également de la musique traditionnelle irlandaise lorsque Elizabeth danse sur la plage.
Faute d'enregistrements audibles, Duncan Watt rejoue The Easy Winners (en) (1901), Sunflower Slow Drag (en) (1901), Solace (en) (1909), et The Strenuous Life, du pianiste Scott Joplin.
Courtnee Draper et Troy Baker, les interprètes respectifs d'Elizabeth et de Booker DeWitt, forment un duo pour la chanson Will the Circle Be Unbroken? (en) audible dans la diégèse du jeu. La première chante tandis que le second l'accompagne à la guitare. Ils ont notamment remporté le prix de la meilleure chanson dans un jeu lors de la cérémonie des Spike Video Game Awards de 2013. À noter qu'une version chorale du titre est audible au début du jeu,.

### Promotion
Repérée déguisée en Elizabeth pour les besoins d'une séance photo, le studio a eu recours à la cosplayeuse Anna Moleva pour qu'elle devienne le « visage officiel » d'Elizabeth dans divers publicités ainsi que dans la jaquette du jeu.

## Accueil

### Critique
BioShock Infinite est salué par la critique lors de sa sortie, il compte de nombreux commentaires qui distinguent l'intrigue du jeu et l'esthétique visuelle du titre.
L'agrégateur de note GameRankings donne une moyenne de 95,94 % basée sur 17 critiques pour la version PS3, de 92,62 % basée sur 39 critiques pour la version PC et de 91,89 % basée sur 27 critiques pour la version Xbox 360.
Metacritic donne au jeu une note de 94/100 basée sur 27 critiques pour la version PS3, 94/100 basée sur 68 critiques pour la version PC, et 93/100 basée sur 33 critiques pour la version Xbox 360.

### Ventes
La semaine de sa sortie le jeu est le plus vendu sur Steam. Le 30 juillet 2013, Take-Two annonce de bons résultats pour son premier trimestre fiscal de l'année, lors d'un appel aux investisseurs l'éditeur révèle que Bioshock Infinite s'est vendu à plus de 4 millions d'exemplaires. En 2015 l'éditeur annonce que 11 millions d’exemplaires ont été vendus.

## Postérité

### Contenus téléchargeables
Avant la sortie de BioShock Infinite le studio annonce un season pass comprenant trois contenus téléchargeables .

#### Clash in the Cloud
Le premier contenu téléchargeable, Clash in the Cloud, est disponible à partir du 30 juillet 2013 et explore du combat pur en proposant de survivre le plus longtemps possible face à plusieurs vagues d'ennemis au sein d'un des quatre niveaux disponibles.

#### Burial at Sea

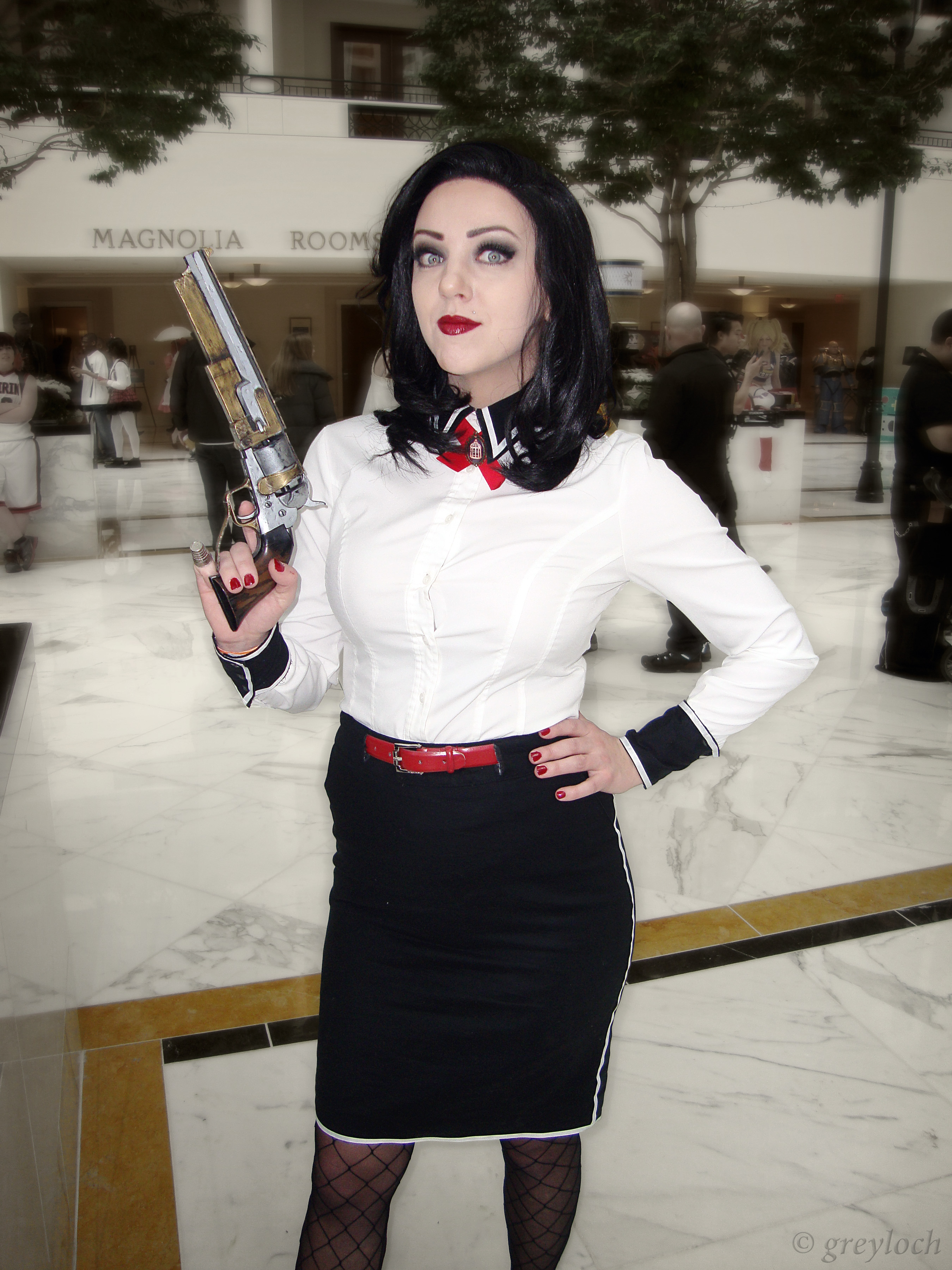
Dans cet épisode, Elizabeth change d'apparence afin de ressembler à diverses actrices de l'époque, comme Veronica Lake et Rita Hayworth.

Le deuxième est un contenu scénarisé titré Burial at Sea (en) (Tombeau sous-marin en français), entrecoupé en deux épisodes sortis respectivement le 12 novembre 2013 et le 25 mars 2014,,. Après être brièvement apparue à la fin de l'histoire principale, la cité sous-marine de Rapture a été choisie pour être de nouveau au centre de l'intrigue, comme dans les deux premiers volets.
Les évènements prennent place durant la veille du nouvel an de 1959 à Rapture, ville emblématique des deux premiers jeux. Elizabeth recrute Booker DeWitt afin de retrouver Sally, une petite fille disparue. Le début du jeu propose notamment de découvrir une partie du quotidien de la cité avant sa chute, avec la notable présence de Sander Cohen (T. Ryder Smith (en)). La deuxième partie met le joueur dans la peau d'Elizabeth, qui doit aider Atlas (Karl Hanover (en)) à rejoindre Rapture en échange de Sally. Andrew Ryan (Armin Shimerman) et le Dr Yi Suchong (James Yaegashi (en)) sont également présents,,.
Côté gameplay, le joueur contrôle Booker DeWitt dans le premier épisode. Toujours épaulé par Elizabeth, cette dernière a toujours la faculté de faire apparaitre des éléments via les failles et continue de donner à Booker des munitions, des trousses de soins ou encore de l'argent. En termes d'arme, le joueur dispose de plusieurs nouveautés, une carabine automatique et une arme projetant un rayon pouvant faire exploser les ennemis. Le joueur peut également utiliser un nouveau pouvoir, l'Hiver D'Antan, capable de geler les ennemis et l'eau.

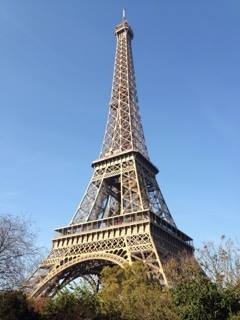
Le début de l'épisode met en scène un Paris fantasmé, avec vue sur la tour Eiffel.

Dans le second épisode, le joueur à la possibilité d'user de la discrétion, pouvant assommer les ennemis tout en évitant de marcher sur des éléments bruyants. Le joueur peut également passer dans les conduits d'aération. Comme nouvelle arme, le joueur dispose d'une arbalète avec comme munitions des flèches anesthésiantes et des flèches lâchant un gaz soporifique. Deux nouveaux plasmides sont mis à disposition : Cercle de Fer, qui permet d'absorber les dégâts puis de les convertir en munitions, et Petit Curieux, qui permet d'être invisible et de scanner la zone.
En référence au jeu Thief: The Dark Project paru en 1998, le second épisode du contenu propose un « mode 1998 » obligeant le joueur à terminer le niveau en utilisant uniquement des armes non létales, l'arbalète et le crochet aimanté.
La bande-son propose notamment la chanson La Vie en rose chantée par Edith Piaf, ainsi qu'une reprise par Courtnee Draper de You Belong to Me (en) présente dans la diégèse du jeu et originellement chantée par Sue Thompson (en).

### Ressorties
BioShock Infinite: The Complete Edition comprenant le jeu de base et l'ensemble de ses contenus téléchargeables est disponible à partir du 7 novembre 2014.

## Controverses
Le groupe National Liberty Federation, appartenant au Tea Party, a posté sur Facebook une affiche de propagande présente dans le jeu censée représenter la xenophobie des Fondateurs.

## Analyse

### Influences
Les Lutece partagent plusieurs points communs avec les deux protagonistes de la pièce de théâtre Rosencrantz et Guildenstern sont morts (1966) de Tom Stoppard, parmi lesquels, la pièce qui tombe toujours sur le côté face.

### Parallèles avec les autres jeux de la franchise
Traitant du concept des mondes parallèles, BioShock Infinite comporte de nombreuses similitudes avec le premier jeu de la franchise sorti en 2007. Arrivant tous deux dans un phare avec une boite entre les mains, Jack et DeWitt doivent passer par celui-ci pour accéder à Rapture et Columbia. Ces villes sont considérées comme impossibles à bâtir et elles sont régies par la forte idéologie de leurs fondateurs. Ils sont par ailleurs accueillis de la même manière : la phrase « is it someone new? » — traduite « c'est un nouveau ? » en version française — est prononcée par un Chrosôme lors de l'arrivée de Jack et par le prédicateur Witting pour celle de DeWitt.
Jack a des chaines tatouées sur ses poignets tandis que DeWitt est marqué des lettres « AD » sur sa main droite. Chaque univers a une variante pour appeler les produits donnant des pouvoirs aux personnes : Plasmides à Rapture et Toniques à Columbia. Les deux villes proposent des machines pour acheter des munitions et des enregistrements audio sont parsemés dans les deux cités.
Le principe du Big Daddy du premier jeu se retrouve dans des personnages de BioShock Infinite. Son attachement aux Petites Sœurs est similaire à celui de Songbird pour Elizabeth, tandis que les Handymen sont également des hybrides homme-machine.
Plusieurs lien sont également visibles avec le second jeu. Ainsi, Elizabeth et Eleanor sont toutes deux retenues en captivité par un membre de leur famille, Zachary Hale Comstock pour la première et le Dr Sophia Lamb pour la seconde. Elles ont également une forte connexion avec un autre personnage servant de protecteur, Songbird et Delta.

### Discours critique
BioShock Infinite se distingue par l'importance des discussions critiques qu'il a engendrées, et ce, sur une longue période,,. Une large partie de ces relectures critiques se sont portées sur les thématiques du jeu, mais également sur son propos et le lien entre son gameplay et ses thématiques.
Plusieurs relectures du jeu ont ainsi sévèrement critiqué le relativisme dont BioShock Infinite fait preuve avec les personnages de Zachary Comstock et Daisy Fitzroy, représentant des factions opposées dans le jeu et présentées comme égales dans leur rapport à la violence et à l'autoritarisme,, ; les représentations racistes qui en découlent ; ou encore la manière dont le jeu s'avère plaider pour un statu quo en décrivant des situations d'oppression. La majorité des critiques soulignent le décalage entre les intentions d'origine de Ken Levine et le message final donné par le jeu,.
Une large partie de la discussion critique s'est portée sur la violence extrême du jeu, son artificialité et la dissonance ludonarrative qui en découle ; ainsi de la réflexion proposée par Thomas Grip, développeur de jeu dans le studio Frictional Games. Le vidéaste et critique Christopher Franklin déplore également que le jeu mette en scène l'exceptionnalisme américain, la bigoterie, la ségrégation raciale et le racisme institutionnel (ainsi ses aspects économiques) sans ouvrir la réflexion sur ces problématiques. À l'inverse, le journaliste et vidéaste Jim Sterling (en) propose une lecture de BioShock Infinite comme une rencontre entre un personnage violent, ancien soldat ayant participé au massacre de Wounded Knee, et une ville violente et oppressive. Selon lui, les mécaniques du jeu reflètent parfaitement cette idée. Ken Levine appuie cette proposition dans une interview ultérieure où il revient sur le fait que les mécanismes d'oppression nourrissent cette violence :
« BioShock 1 parle des Juifs. Je suis Juif. Si vous y réfléchissez, Andrew Ryan, Sander Cohen, Tenenbaum sont tous Juifs. Suchong est coréen. Pendant la seconde guerre mondiale, la Corée a été brutalement occupée par le Japon. C'est un survivant. Ce sont tous des survivants de l'oppression. Et ils n'en sont pas devenus des héros pour autant. L'oppression les a transformés en oppresseurs. Et c'est la dimension la plus cruelle de l'oppression. (...) Je pense que la plupart des gens sont détruits par l'oppression. »,
Pour d'autres critiques comme Michael Abbott néanmoins, le jeu échoue à proposer une réflexion critique sur cette violence.
La postérité critique de BioShock Infinite a également une influence sur le reste de la production vidéoludique. Pour la journaliste de The Gamer Jade King, malgré tous ses défauts, BioShock Infinite contribue à un changement dans l'évolution de l'écriture des jeux vidéo vers plus de maturité, et a incité les scénaristes de jeux vidéo à davantage de prise de risques dans leur travail. Pour Leigh Alexander, journaliste chez Kotaku, l'importance de la discussion qui s'est ouverte sur le jeu est un pivot pour la critique vidéoludique.